# 三浦雲居

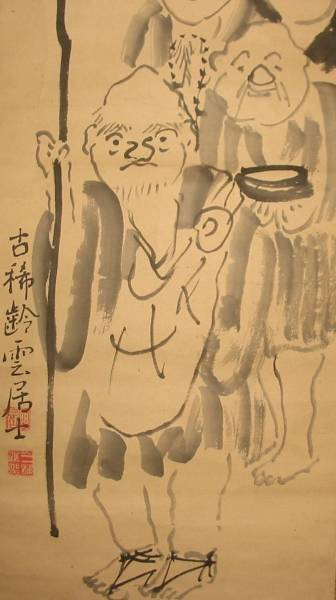
古希自画像1900年前後、個人蔵

三浦 雲居（みうら うんきょ、1831年 - 1912年）は、幕末から明治期の俳人。美濃国岐阜多賀町の人。最初、美濃笠松町に住す。書籍商を営む。漢詩、俳画、書に長ずる。俳号に一円窓、杓子庵、雲居坊など。著書に「つたふ松風」。俳諧美濃派以哉派24世。大正元年（1912年）に没。

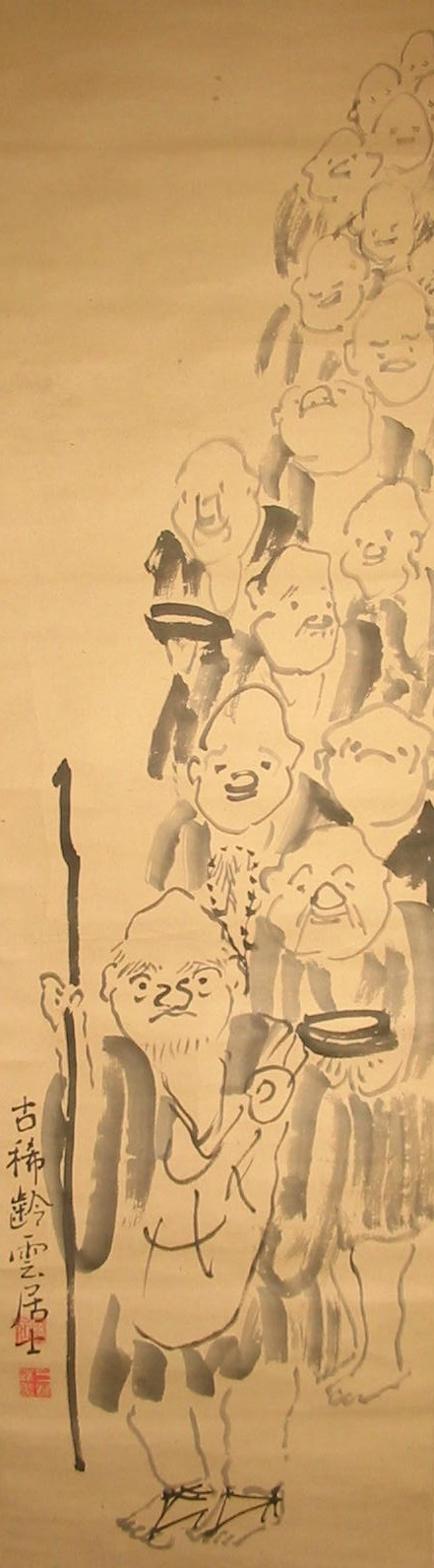
古希自画像（全体）、個人蔵